# Sepia whitleyana
Sepia whitleyana (лат.) — вид головоногих из рода Sepia семейства настоящие каракатицы отряда каракатицы.
Достигает в длину 17,4 см. Обитает в западной части Тихого океана у берегов Австралии. Донное животное, встречается на глубине 0—128 м. Безвреден для человека и не является объектом промысла. Для оценки охранного статуса вида недостаточно данных.